# Snettisham-skatten
Snettisham-skatten (engelsk Snettisham Hoard eller Snettisham Treasure) er en række depotfund af ædelmetaller fra jernalderen, der blev fundet i Snettisham-området i Norfolk mellem 1948 og 1973.
Fundet består af metal og jet samt mere end 150 fragmenter af torque-smykker i guld/sølv/kobber-legeringer. Mere end 70 er hele. Fundene er dateret til omkring år 70 f.Kr. Den berømteste enkeltdel er den store torque fra Snettisham, som er udstillet på British Museum i London.
Fundet er delt mellem to museer: Norwich Castle Museum og British Museum.
Deputfundet blev rangeret som nr. 4 på listen over arkæologiske fund fra Storbritannien, der blev udvalgt af eksperter fra British Museum til BBCs dokumentarserie Our Top Ten Treasures fra 2003, som blev præsenteret af Adam Hart-Davis.